# Geostachys megaphylla
Geostachys megaphylla är en enhjärtbladig växtart som beskrevs av Richard Eric Holttum. Geostachys megaphylla ingår i släktet Geostachys och familjen Zingiberaceae. Inga underarter finns listade i Catalogue of Life.